# Umbrina coroides
La berrugata arenera (Umbrina coroides) es una especie de pez de la familia Sciaenidae en el orden de los Perciformes.

## Morfología
Los machos pueden llegar alcanzar los 35 cm de longitud total.

## Alimentación
Come crustáceos pequeños.

## Hábitat
Es un pez de clima subtropical (38°N-8°S) y demersal.

## Distribución geográfica
Se encuentra en el  Atlántico occidental: desde las Bahamas, Virginia y Texas (los Estados Unidos) hasta Recife (Brasil), incluyendo las Antillas y el norte de Sudamérica.

## Uso comercial
Los ejemplares grandes se comercializan frescos, mientras que los más pequeños son utilizados como cebo.